# Shohei Shinzato
Shohei Shinzato (født 11. maj 1988) er en japansk fodboldspiller.
Han har spillet for flere forskellige klubber i sin karriere, herunder Blaublitz Akita.